# جاده ئی۹۶۲ اروپا
جاده ئی۹۶۲ اروپا (به انگلیسی: European route E962) یکی از جاده‌های درجه ۲ قارهٔ اروپا است.
این جاده که در کشور یونان قرار دارد از شهر الوزیس شروع شده و در شهر تب به پایان می‌رسد.